# ميخائيل روشي
ميخائيل روشي (بالإنجليزية: Michael Roach)‏ هو كاتب أمريكي، ولد في 17 ديسمبر 1952 في لوس أنجلوس في الولايات المتحدة.

## وصلات خارجية
- الموقع الرسمي